# All the World's a Stage
All the World's a Stage är ett livealbum av den kanadensiska rockbandet Rush som gavs ut 1976. Det spelades in i juni samma år i Massey Hall i Toronto, under deras 2112-turné.

## Låtlista
Sida ett
1. "Bastille Day" - 4:59
2. "Anthem" - 4:57
3. "Fly By Night/In the Mood" - 5:05
4. "Something for Nothing" - 4:03

Sida två
1. "Lakeside Park" - 5:05
2. "2112" - 15:51
  1. "Overture" - 4:17
  2. "Temples of Syrinx" - 2:13
  3. "Presentation" - 4:29
  4. "Soliloquy" - 2:25
  5. "Grand Finale" - 2:27

Sida tre
1. "By-Tor and the Snow Dog" - 12:01
2. "In the End" - 7:14

Sida fyra
1. "Working Man/Drum Solo/Finding My Way" - 14:20
2. "What You're Doing" - 5:38

## Medverkande
- Geddy Lee - bas, keyboard, sång
- Alex Lifeson - gitarr
- Neil Peart - trummor, slagverk